# القمة الخليجية 1984 (الكويت)
القمة الخليجية 5 هي قمة قادة دول مجلس التعاون لدول الخليج العربية عقدت في شهر ديسمبر 1984 في مدينة الكويت في دولة الكويت. أبدت القمة عن ارتياحها للخطوات التي تمت لتنفيذ الاتفاقية الاقتصادية الموحدة التي تشكل اللبنة الاولي علي طريق التكامل الاقتصادي، وبعد مناقشته للوضع العربي والنتائج السلبية لاستمرار الخلافات العربية أكدت استمرار دعمها لمنظمة التحرير الفلسطينية باعتبارها الممثل الشرعي الوحيد للشعب الفلسطيني.